# 藤原定子
藤原定子（日语：ふじわら の ていし/さだこ、977年 - 1001年1月13日），日本第66代天皇一条天皇的皇后。枕草子作者清少納言為其之女房。通稱「一条院皇后宮」。

## 生平

### 出身
定子是当时担任关白的内大臣藤原道隆之长女。母亲是正三位高阶贵子，出身下层贵族，为学问之家，因而才华横溢。和她同母的兄弟有藤原伊周、藤原隆家等。

### 入内
永祚元年（公元989年），定子12岁，由祖父摄政藤原兼家主持着裳（成人）仪式，担任结腰一职。翌正历元年（公元990年）1月25日，定子12岁，入一条天皇后宫，叙从四位下，紧接着晋封女御，居住在登花殿（又稱梅壶）。一条天皇之母藤原诠子与定子之父藤原道隆为一母同胞的亲兄妹，故二人婚前为表姐弟关系。同年5月祖父藤原兼家去世，藤原道隆袭职为摄政，任氏长者。

同正历元年10月5日，定子晋封皇后，时号中宫。道隆任命亲弟藤原道长为中宫大夫，道长以父丧为由缺席立后仪式。

### 长德之变
长徳元年（公元995年），定子的父亲藤原道隆去世。道隆病重时曾希望伊周能接替他为关白，伊周也积极争取，但一条天皇只许以内览之权，加关白仪仗。道隆死后，兄弟排序在道隆和道长之间的藤原道兼曾短暂任氏长者和关白，但他不久因疫病暴亡。道兼死后伊周积极争权，但最终以藤原道長任氏长者和获得内览的权力宣告道长是这次政斗的胜利者。究其原因，一般认为是因为一条天皇之母十分喜爱这个弟弟，给天皇施加了压力。
伊周失去了继承权，又在长德二年（公元996年）4月，因与弟弟藤原隆家冒犯花山院、私修大元帅法、诅咒皇太后三罪遭左迁（长德之变）。定子亦被此事牵连，被迫出宫。伊周与隆家拒捕，藏匿于定子宫中，惹天皇不快，于是检非违使封圣谕闯入二条宫，当场捉住了隆家。定子受此刺激，于同年5月自己剪断自己的头发出家了。不久后伊周也被捕，兄弟二人被流放，母亲贵子不堪打击病逝。在接二连三的打击中，同年末的长德2年（996年）12月16日，定子生下长女脩子内亲王。

### 再入内
一条天皇与定子自幼许婚，感情很好，因此在定子生下皇女后，于长德3年（997年）6月天皇又将定子重新召入宫中。皇太后诠子多病，也以祈福为理由召回了藤原伊周、隆家兄弟。再入内的定子因已是出家之身，遭到不少希望将女儿送入后宫为嫔妃的朝臣的怨怒。在定子退宫的日子里，内大臣藤原公季之女藤原义子和右大臣藤原显光之女藤原元子便已入内，皆为女御。

同时，定子回宫后也无法居住回原来的宫殿，而是居住在侍奉她的官人们工作的地方（职曹司）。天皇为免定子遭受更多非议，只能晚出早归去看望定子。虽然条件艰苦，但定子于此期间再度怀孕。同一阶段，藤原道长终于也将尚年幼的长女藤原彰子送入后宫。因此，在定子因怀孕按照宫规退出皇宫回娘家待产时，道长在宇治举办了宴会，众多公卿都随道长而去，竟只寥寥数人侍奉中宫退宫。

### 一帝二
长保元年（公元999年）11月7日，定子于中宫大进平生昌的府邸生下嫡长子敦康亲王。这一日也是彰子被封为女御之日。皇子的诞生让朝廷的氣氛為之一变，定子一族依靠此子翻身有望，而道长则派藏人头藤原行成游说皇太后与天皇，请求将女儿彰子也封为皇后。最終在压力之下，天皇接受此提议，于长保2年（1000年）2月25日将彰子封為中宫。原来稱為中宫的定子則改成皇后。日本史无前例的“一帝二后”产生了。
原本，“中宫”是“皇后”的别称，历代皇后的立后诏书上都明确的書寫“皇后”二字。但自醍醐天皇皇后藤原稳子起，皇后更多的被称为中宫，侍奉她们的官署也被称为“中宫职”。在定子立后之时，日本後宫的“三后”（皇后、皇太后、太皇太后）皆已被一条天皇的伯母昌子內親王、母亲藤原詮子、嫡母藤原遵子占据，为让定子顺利立后，以免如一条天皇之母藤原诠子那样生子亦失后位，道隆将皇后和中宫拆分开来，以遵子为皇后，定子为中宫，並各建官职。而道长正是利用了这点，將皇后與中宮拆分為兩個地位平等且不同的位號，成為天皇平妻的称号。

### 薨去
长保2年（1000）年末，定子三度生产，于竹三条府邸生下一个女儿媄子内亲王。然而到了第二天凌晨，定子因胎衣不下竟就此以座产的姿势薨去。《荣华物语》记载了她的兄长藤原伊周抱尸痛哭的场面，其夫一条天皇于内里知道此消息后，整夜未眠，泪满衣襟。根据定子生前的遗愿，天皇以土葬的方式将她安葬在鸟边野的南方。

## 人物小像
- 在服侍定子的女房清少纳言所作的《枕草子》中，充满了对定子的赞美，和对定子美丽笑容、丰富的知识涵养的描写。《枕草子》中的定子可以说是清少纳言心中最完美的女性。
- 定子的外祖家为书香世家，其母高阶贵子更是声名显赫的才女。在母亲的熏陶下，定子兄弟姐妹几人都有很高的汉学素养，读书极多，并能灵活运用知识。

## 辞世作品
相传，定子逝世前写了三首和歌，系在帷幔的系带上。
- 夜もすがら契りし事を忘れずは　こひむ涙の色ぞゆかしき（中译：曾结山海誓/恩泽若未辜/愿得百年后/卿泪色何殊。若还记得曾与我相爱，那么当你想起已不在人世的我时，泪水会是什么颜色呢？我好想知道。）”
- 知る人もなき别れ路に今はとて心ぼそくも急ぎたつかな（中译：奈何成陌路/此去向君别/悲伤虽不舍/今乃音容绝。我身即将孤寂远行，从此与君别。我心无限悲哀不舍，匆匆往远方）
- 烟とも云ともならぬ身なれども草叶の露をそれとながめよ（中译：云海烟波里/自去仍望归/叶草晞露在/君眺可心依。）

三首和歌哀婉动人，其中第一首更是被《后拾遗和歌集》以哀伤卷的第一首歌收录。同时，在镰仓时代由藤原定家编纂的《小仓百人一首》的原本《百人秀歌》也收录了这首和歌。

### 记载有定子的经历的古典书籍
- 史书

藤原行成日记《权记》、藤原实资日记《小右记》、藤原道长日记《御堂关白记》、《大镜》、《日本纪略》、《大日本史》等
- 散文、小说类

《荣花物语》（历史小说）、《枕草子》（散文）

### 有现代学者对定子的研究的书籍
- 仓本一宏《人物丛书 一条天皇》
- 山本淳子《源氏物语的时代~一条天皇与两位皇后》